# Golden Globe 1970
La 27ª edizione della cerimonia di premiazione di Golden Globe si è tenuta il 2 febbraio 1970 al Cocoanut Grove dell'Ambassador Hotel di Los Angeles, California.

## Premi per il cinema
Vengono di seguito indicati in grassetto i vincitori. Ove ricorrente e disponibile, viene indicato il titolo in lingua italiana e quello in lingua originale tra parentesi.

### Miglior film drammatico
- Anna dei mille giorni (Anne of the Thousand Days), regia di Charles Jarrott
- Butch Cassidy (Butch Cassidy and the Sundance Kid), regia di George Roy Hill
- Non si uccidono così anche i cavalli? (They Shoot Horses, Don't They?), regia di Sydney Pollack
- La strana voglia di Jean (The Prime of Miss Jean Brodie), regia di Ronald Neame
- Un uomo da marciapiede (Midnight Cowboy), regia di John Schlesinger

### Miglior film commedia o musicale
- Il segreto di Santa Vittoria (The Secret of Santa Vittoria), regia di Stanley Kramer
- La ballata della città senza nome (Paint Your Wagon), regia di Joshua Logan
- Fiore di cactus (Cactus Flower), regia di Gene Saks
- Hello, Dolly! (Hello, Dolly!), regia di Gene Kelly
- La ragazza di Tony (Goodbye, Columbus), regia di Larry Peerce

### Miglior regista
- Charles Jarrott - Anna dei mille giorni (Anne of the Thousand Days)
- Gene Kelly - Hello, Dolly! (Hello, Dolly!)
- Stanley Kramer - Il segreto di Santa Vittoria (The Secret of Santa Vittoria)
- Sydney Pollack - Non si uccidono così anche i cavalli? (They Shoot Horses, Don't They?)
- John Schlesinger - Un uomo da marciapiede (Midnight Cowboy)

### Miglior attore in un film drammatico
- John Wayne - Il grinta (True Grit)
- Alan Arkin - Papà... abbaia piano! (Popi)
- Richard Burton - Anna dei mille giorni (Anne of the Thousand Days)
- Dustin Hoffman - Un uomo da marciapiede (Midnight Cowboy)
- Jon Voight - Un uomo da marciapiede (Midnight Cowboy)

### Migliore attrice in un film drammatico
- Geneviève Bujold - Anna dei mille giorni (Anne of the Thousand Days)
- Jane Fonda - Non si uccidono così anche i cavalli? (They Shoot Horses, Don't They?)
- Liza Minnelli - Pookie (The Sterile Cuckoo)
- Jean Simmons - Lieto fine (The Happy Ending)
- Maggie Smith - La strana voglia di Jean (The Prime of Miss Jean Brodie)

### Miglior attore in un film commedia o musicale
- Peter O'Toole - Goodbye, Mr. Chips (Goodbye, Mr. Chips)
- Dustin Hoffman - John e Mary (John and Mary)
- Lee Marvin - La ballata della città senza nome (Paint Your Wagon)
- Steve McQueen - Boon il saccheggiatore (The Reivers)
- Anthony Quinn - Il segreto di Santa Vittoria (The Secret of Santa Vittoria)

### Migliore attrice in un film commedia o musicale
- Patty Duke - Me, Natalie (Me, Natalie)
- Ingrid Bergman - Fiore di cactus (Cactus Flower)
- Dyan Cannon - Bob & Carol & Ted & Alice (Bob & Carol & Ted & Alice)
- Kim Darby - Noi due a Manhattan (Generation)
- Mia Farrow - John e Mary (John and Mary)
- Anna Magnani - Il segreto di Santa Vittoria (The Secret of Santa Vittoria)
- Shirley MacLaine - Sweet Charity - Una ragazza che voleva essere amata (Sweet Charity)
- Barbra Streisand - Hello, Dolly! (Hello, Dolly!)

### Miglior attore non protagonista
- Gig Young - Non si uccidono così anche i cavalli? (They Shoot Horses, Don't They?)
- Red Buttons - Non si uccidono così anche i cavalli? (They Shoot Horses, Don't They?)
- Jack Nicholson - Easy Rider (Easy Rider)
- Anthony Quayle - Anna dei mille giorni (Anne of the Thousand Days)
- Mitch Vogel - Boon il saccheggiatore (The Reivers)

### Migliore attrice non protagonista
- Goldie Hawn - Fiore di cactus (Cactus Flower)
- Marianne McAndrew - Hello, Dolly! (Hello, Dolly!)
- Siân Phillips - Goodbye, Mr. Chips (Goodbye, Mr. Chips)
- Brenda Vaccaro - Un uomo da marciapiede (Midnight Cowboy)
- Susannah York - Non si uccidono così anche i cavalli? (They Shoot Horses, Don't They?)

### Migliore attore debuttante
- Jon Voight - Un uomo da marciapiede (Midnight Cowboy)
- Helmut Berger - La caduta degli dei (La caduta degli dei)
- Glen Campbell - Il grinta (True Grit)
- Michael Douglas - La caduta degli dei (Hail, Hero!)
- George Lazenby - Agente 007 - Al servizio segreto di Sua Maestà (On Her Majesty's Secret Service)

### Migliore attrice debuttante
- Ali MacGraw - La ragazza di Tony (Goodbye, Columbus)
- Dyan Cannon - Bob & Carol & Ted & Alice (Bob & Carol & Ted & Alice)
- Goldie Hawn - Fiore di cactus (Cactus Flower)
- Marianne McAndrew - Hello, Dolly! (Hello, Dolly!)
- Brenda Vaccaro - La carta vincente (Where It's At)

### Migliore sceneggiatura
- John Hale, Bridget Boland e Richard Sokolove - Anna dei mille giorni (Anne of the Thousand Days)
- William Goldman - Butch Cassidy (Butch Cassidy and the Sundance Kid)
- John Mortimer - John e Mary (John and Mary)
- Waldo Salt - Un uomo da marciapiede (Midnight Cowboy)
- David Shaw - Se è martedì deve essere il Belgio (If It's Tuesday, This Must Be Belgium)

### Migliore colonna sonora originale
- Burt Bacharach - Butch Cassidy (Butch Cassidy and the Sundance Kid)
- Leslie Bricusse - Goodbye, Mr. Chips (Goodbye, Mr. Chips)
- Georges Delerue - Anna dei mille giorni (Anne of the Thousand Days)
- Ernest Gold - Il segreto di Santa Vittoria (The Secret of Santa Vittoria)
- Michel Legrand - Lieto fine (The Happy Ending)

### Migliore canzone originale
- Jean, musica e testo di Rod McKuen - La strana voglia di Jean (The Prime of Miss Jean Brodie)
- Goodbye, Columbus, testo e musica di Jim Yester - La ragazza di Tony (Goodbye, Columbus)
- Raindrops Keep Fallin' on My Head, musica di Burt Bacharach, testo di Hal David - Butch Cassidy (Butch Cassidy and the Sundance Kid)
- Stay, musica di Ernest Gold, testo di Norman Gimbel - Il segreto di Santa Vittoria (The Secret of Santa Vittoria)
- The Time for Love Is Any Time, musica di Quincy Jones, testo di Cynthia Weil - Fiore di cactus (Cactus Flower)
- True Grit, musica di Elmer Bernstein, testo di Don Black - Il Grinta (True Grit)
- What Are You Doing the Rest of Your Life?, musica di Michel Legrand, testo di Alan Bergman e Marilyn Bergman - Lieto fine (The Happy Ending)

### Miglior film straniero in lingua inglese
- Oh, che bella guerra! (Oh! What a Lovely War), regia di Richard Attenborough
- Assassination Bureau (The Assassination Bureau), regia di Basil Dearden
- Un colpo all'italiana (The Italian Job), regia di Peter Collinson
- Mayerling (Mayerling), regia di Terence Young
- Se... (If...), regia di Lindsay Anderson

### Miglior film straniero in lingua straniera
- Z - L'orgia del potere (Z), regia di Costa-Gavras (Algeria)
- Adalen 31 (Ådalen '31), regia di Bo Widerberg (Svezia)
- Koritsia ston ilio (Koritsia ston ilio), regia di Vasilīs Geōrgiadīs (Grecia)
- Satyricon (Satyricon), regia di Federico Fellini (Italia)
- Te'alat Blaumilch (Te'alat Blaumilch), regia di Ephraim Kishon (Israele)

## Premi per la televisione
Vengono di seguito indicati in grassetto i vincitori. Ove ricorrente e disponibile, viene indicato il titolo in lingua italiana e quello in lingua originale tra parentesi.

### Miglior serie drammatica
- Marcus Welby (Marcus Welby, M.D.)
- Bracken's World (Bracken's World)
- Mannix
- Mod Squad, i ragazzi di Greer (The Mod Squad)
- Room 222

### Miglior serie commedia o musicale
- The Governor & J.J. (
- The Carol Burnett Show
- The Glen Campbell Goodtime Hour
- Love, American Style
- Rowan & Martin's Laugh-In

### Miglior attore in una serie drammatica
- Mike Connors - Mannix
- Peter Graves - Missione Impossibile
- Lloyd Haynes - Room 222
- Robert Wagner - Operazione ladro (It Takes a Thief)
- Robert Young - Marcus Welby (Marcus Welby, M.D.)

### Miglior attore in una serie commedia o musicale
- Dan Dailey - The Governor & J.J.
- Glen Campbell - The Glen Campbell Goodtime Hour
- Tom Jones - This Is Tom Jones
- Dean Martin - The Dean Martin Show
- Jim Nabors - The Jim Nabors Hour

### Miglior attrice in una serie drammatica
- Linda Cristal - Ai confini dell'Arizona (The High Chaparral)
- Amanda Blake - Gunsmoke
- Peggy Lipton - Mod Squad, i ragazzi di Greer (The Mod Squad)
- Denise Nicholas - Room 222
- Eleanor Parker - Bracken's World

### Miglior attrice in una serie commedia o musicale
- Carol Burnett - The Carol Burnett Show (The Carol Burnett Show)
- Julie Sommars - The Governor & J.J.
- Lucille Ball - Here's Lucy
- Barbara Eden - Strega per amore (I Dream of Jeannie)
- Diahann Carroll - Giulia (Julia)
- Debbie Reynolds - Ciao Debby! (The Debbie Reynolds Show)

## Premi onorari
- Golden Globe alla carriera: Joan Crawford
- Henrietta Award - Il migliore attore del mondo
  - Steve McQueen
  - Sidney Poitier
- La miglior attrice del mondo
  - Barbra Streisand
  - Julie Andrews
  - Mia Farrow